# Revor-Jartazi
Das Revor-Jartazi Cyclingteam ist ein belgisches Radsportteam.
Die Mannschaft wurde 2009 gegründet und nahm in diesem Jahr als Continental Team an den UCI Continental Circuits teil. Die meisten Fahrer nehmen hauptsächlich an Cyclocross-Rennen teil. Manager war Joreon Vanderspinnen, der von André Tummeleer unterstützt wurde.

## Saison 2009

### Team
| Name               | Geburtstag         | Nationalität | Team 2010                    |
| ------------------ | ------------------ | ------------ | ---------------------------- |
| Ben Berden         | 29. September 1975 | Belgien      | Qin Cycling Team             |
| Michael Blanchy    | 24. September 1981 | Belgien      |                              |
| Kristof Blancke    | 26. August 1988    | Belgien      |                              |
| Geoffrey Coupé     | 26. Januar 1981    | Belgien      | Palmans-Cras                 |
| Jens De Langhe     | 9. März 1989       | Belgien      |                              |
| Mariusz Gil        | 6. Mai 1983        | Polen        |                              |
| Vytautas Kaupas    | 1. April 1982      | Litauen      | Continental Team Differdange |
| Jorg Pannekoek     | 25. November 1989  | Belgien      | Jong Vlaanderen-Bauknecht    |
| Jan Soetens        | 7. Januar 1984     | Belgien      |                              |
| Jefferson Soissons | 21. Mai 1984       | Belgien      |                              |
| Mindaugas Striška  | 7. Mai 1984        | Litauen      |                              |
| Paweł Szczepaniak  | 22. März 1989      | Polen        | Telenet-Fidea                |
| Kenny Van Braeckel | 12. November 1983  | Belgien      |                              |
| Maik Wensink       | 14. September 1990 | Belgien      |                              |

### Zugänge – Abgänge
| Zugänge                            | Team 2008               | Abgänge                         | Team 2009                          |
| ---------------------------------- | ----------------------- | ------------------------------- | ---------------------------------- |
| Jefferson Soissons (ab 01.02.)     | Neoprofi                | Quincy Vens (bis 31.08.)        | Jong Vlaanderen-Bauknecht          |
| Kendric Van Grembergen (ab 01.05.) | Profel Continental Team | Davy Tuytens (bis 31.08.)       | Josan Isorex                       |
| Paweł Szczepaniak (ab 01.07.)      | Team Utensilnord        | Erwin Vervecken (bis 31.08.)    | Team Revor-Baboco-Champion Systems |
| Mariusz Gil (ab 01.07.)            | Neoprofi                | Bjorn De Decker (bis 31.08.)    | Unbekannt                          |
|                                    |                         | Jens De Langhe (bis 31.08.)     | Unbekannt                          |
|                                    |                         | Tim Meeusen (bis 31.08.)        | Unbekannt                          |
|                                    |                         | Jefferson Soissons (bis 31.08.) | Unbekannt                          |
|                                    |                         | Nic Van Huffel (bis 31.08.)     | Unbekannt                          |
|                                    |                         | Bart Verschueren (bis 31.08.)   | Unbekannt                          |

## Platzierungen in UCI-Ranglisten
UCI Europe Tour
| Saison | Mannschaftswertung | Fahrerwertung          |
| ------ | ------------------ | ---------------------- |
| 2009   | 105.               | Michael Blanchy (649.) |